# Feuillets d'album, op. 3 (Smetana)
Feuillets d'album, opus 3 est un cycle de trois pièces pour piano de Bedřich Smetana.

## Analyse de l'œuvre
1. À Robert Schumann (allegro con moto en mi majeur)
2. Pisen Pocestneho (allegro moderato en la majeur)
3. Je Slyset Sykot, Hukot A Svist (en ut dièse mineur)